# Newcastle Emlyn
Newcastle Emlyn (walesiska: Castellnewydd Emlyn) är en ort och community i Storbritannien.  Communityn och större delen av orten ligger i kommunen Carmarthenshire och riksdelen Wales, i den södra delen av landet, 300 km väster om huvudstaden London. 
Tätorten Newcastle Emlyn omfattar även byn Adpar i Llandyfriog community i kommunen Ceredigion. Tätorten har 1 883 invånare (2011). Mellan de båda ortsdelarna rinner floden Afon Teifi.